# Cruachan
I Cruachan sono una band folk metal irlandese di Dublino nata per mano di Keith Fay dopo lo scioglimento del suo precedente gruppo, i Minas Tirith.
I fan del gruppo li definiscono "Bardi moderni", capaci di trasmettere e raccontare storie e leggende attraverso i loro brani.

## Stile

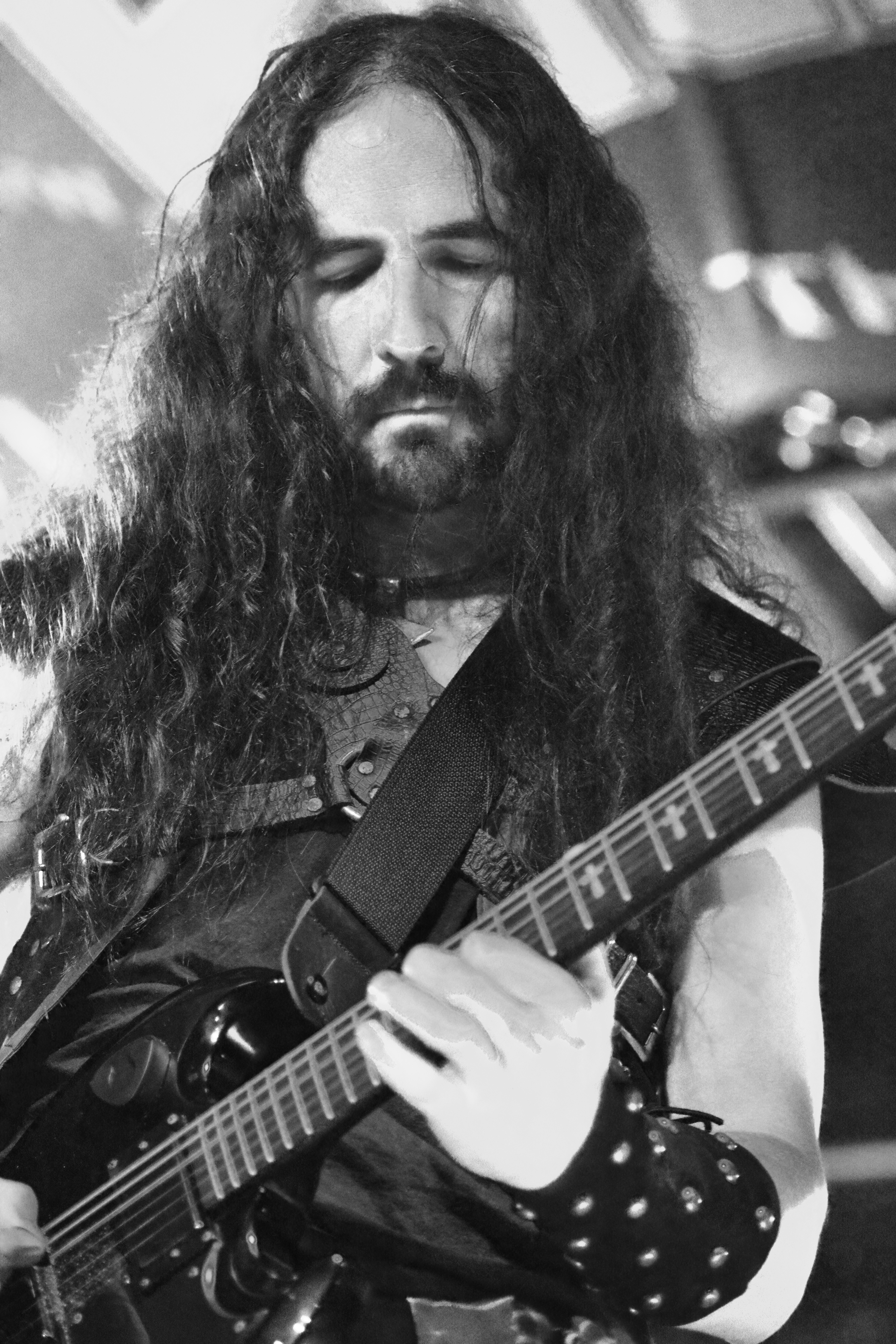
Keith Fay, fondatore del gruppo

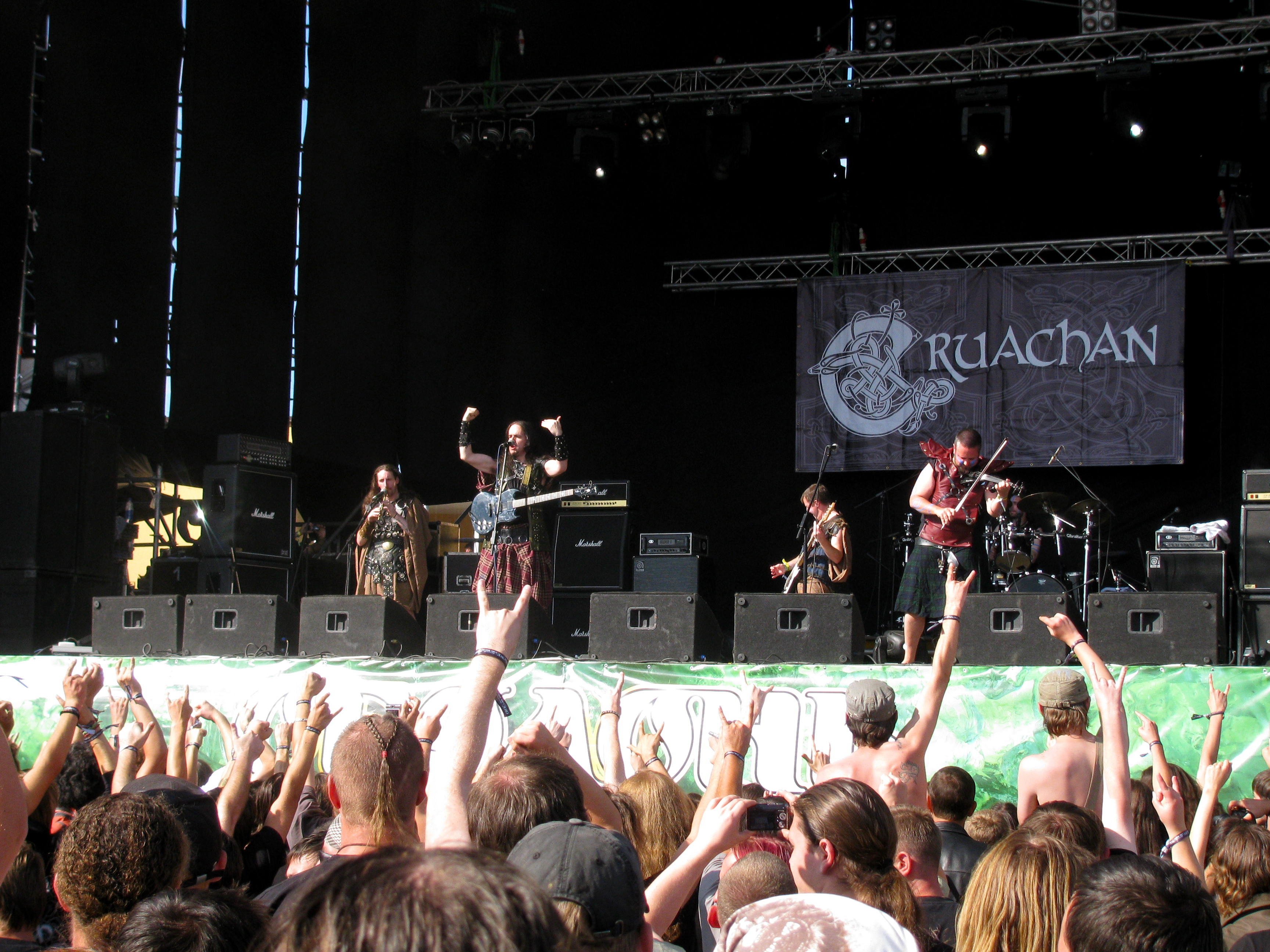
I Cruachan al Global East Rock Festival 2010

I Cruachan prendono nome dal complesso archeologico di Rathcroghan (in gaelico irlandese Ráth Cruachan, significa "forte ad anello di Cruachan") vicino Tulsk nella contea di Roscommon, antica capitale medievale del regno di Connacht.
I Cruachan riescono a creare sonorità molto celtiche alternando il sound duro tipico del Black metal (quali chitarre molto distorte, voce in scream e ritmi di batteria ben definiti) a melodie tradizionali celtiche (voce femminile e strumenti tipici Folk come flauti e varie percussioni). Nei loro lavori si può notare un continuo fluire e alternanza di queste caratteristiche, rendendo ogni singolo brano interessante e sorprendente; infatti alternano canzoni dure e più "cattive" con pezzi solo strumentali o molto melodici.
Con queste caratteristiche il gruppo Irlandese si distingue nel panorama folk metal.
I testi delle canzone sono soprattutto in gaelico irlandese e in modo minore, in inglese.
Molte canzoni del gruppo trattano dell'indipendenza della propria nazione e hanno molti riferimenti alla storia dell'Irlanda.

## Tematiche

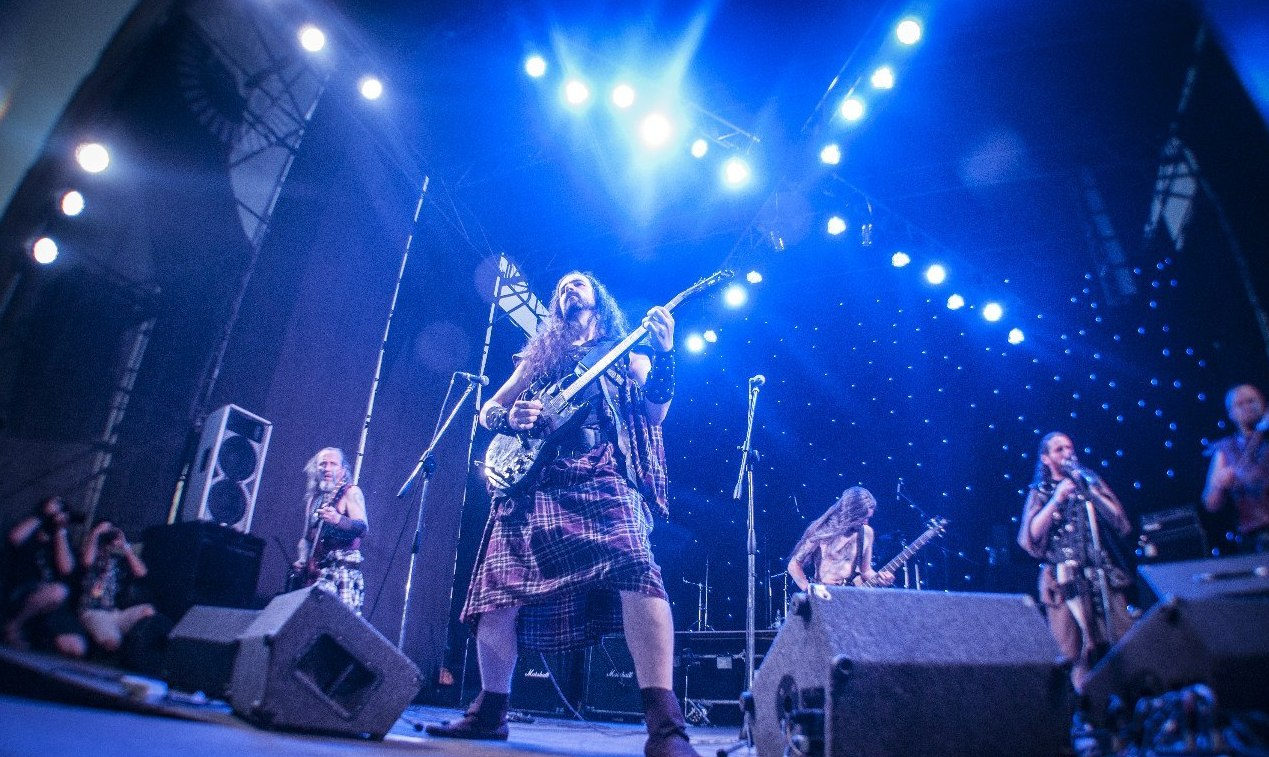
I Cruachan al Rock for Roots 2014

Il gruppo tratta nei propri testi le leggende della loro terra, l'Irlanda, e del mondo magico che ad esse ed al mondo celtico in generale ruotano attorno. Non faticheremo a trovare storie riguardanti druidi, ninfe o vichinghi e le loro imprese.
La formazione Irlandese ha anche eseguito un pezzo tradizionale Irlandese, "The Wild Rover"; la cover è presente nell'album "The Middle Kingdom". Inoltre hanno suonato due canzoni dell'album Folk-Lore del 2002 con il cantante del gruppo celtic punk dei Pogues, Shane MacGowan.

## Discografia[4]
Album in studio
- 1995 - Tuatha na Gael
- 2000 - The Middle Kingdom
- 2002 - Folk-Lore
- 2004 - Pagan
- 2006 - The Morrigan's Call
- 2011 - Blood on the Black Robe
- 2014 - Blood for the Blood God
- 2018 - Nine Years of Blood

Singoli
- 2001 - Ride On
- 2006  -The Very Wild Rover

Demo
- 1994 - Celtica
- 1997 - Promo '97

Compilation
- 2002 - A Celtic Trilogy
- 2007 - A Celtic Legacy

## Formazione

### Formazione attuale
- Keith O'Fathaigh (1992-1997, 1999-) -  chitarra elettrica, voce, mandolino, bodhrán, banjo, percussioni
- John Clohessy (1992-1997, 1999-)  - basso, backing vocals
- John Ryan Will (2004-) - Tin whistle, violino, banjo, bouzouki, tastiere
- John O'Fathaigh (1992-1997, 1999-2002, 2003, 2008-) - Tin whistle
- Colin Purcell (2007-) - batteria, percussioni

### Turnisti live
- Ashling Murphy - voce
- Jolie Cundari - voce

### Ex componenti
Voce
- Karen Gilligan (1999-2008, anche percussioni)
- Aisling Hanrahan

Chitarre
- Leon Bias (anche mandolino, bouzouki)

Batteria, percussioni
- Jay O'Niell
- Joe Farrell (2000-2007)

Tastiere
- Collete O'Fathaigh
- Ed Gilbert (2001-2003, anche tin whistle, banjo, chitarra elettrica)